# Oxyopes mathias
Oxyopes mathias là một loài nhện trong họ Oxyopidae.
Loài này thuộc chi Oxyopes. Oxyopes mathias được Embrik Strand miêu tả năm 1913.